# Assemblée législative de transition
Ne doit pas être confondu avec Assemblée législative nationale de transition.
IIe législature de transition
Assemblée nationale
Siège du parlement
L'Assemblée législative de transition — abrégé en ALT — est le parlement monocaméral du Burkina Faso en remplacement de l'Assemblée nationale au cours de la période de transition mise en place par le Mouvement patriotique pour la sauvegarde et la restauration à la suite du coup d'État de janvier 2022. Elle a notamment pour rôle de voter les différents textes de réformes durant la transition.
Sa première législature est dissoute sept mois plus tard à la suite du coup d'État de septembre 2022. Elle est rétablie avec la promulgation de la nouvelle charte de transition en octobre de la même année.

## Historique

### Coup d'État de janvier 2022
Le 23 janvier 2022, un coup d'État militaire mené par le lieutenant-colonel Paul-Henri Sandaogo Damiba renverse le président du Faso Roch Marc Christian Kaboré alors en place.
Une charte de transition est adoptée le 1er mars 2022 entraînant la proclamation de Sandaogo Damiba en tant que président de la transition pour trois ans et la mise en place d'une Assemblée législative de transition, composée initialement de cinquante et un membres, en tant qu'organe législatif du pays. Les députés de l'ALT sont nommés le 20 mars 2022 et prennent leurs fonctions le 22 mars 2022. Lors de la session inaugurale, présidée par le doyen d'âge Jean-Hubert Bazié, le nouveau président de l'assemblée Aboubacar Toguyeni est élu en obtenant 59 voix sur les 70 députés présents,.

### Coup d'État de septembre 2022
Le 29 septembre, un nouveau coup d'État par le capitaine Ibrahim Traoré suspend la Constitution et dissout le gouvernement ainsi que l'Assemblée législative de transition seulement sept mois après son installation.
Une nouvelle charte de transition est adoptée le 14 octobre 2022 et rétablit l'ALT en tant qu'organe législatif de la transition. Les nouveaux députés pour la deuxième législature prennent leurs fonctions le 11 novembre. Lors de la session inaugurale le nouveau président de l'assemblée Ousmane Bougouma est élu en obtenant 65 voix contre deux pour Bénédicte Bailou, son unique concurrente.

## Attributions
L'ALT exerce les différentes prérogatives prévues par le titre V de la Constitution de 1991, conformément à la charte de transition de mars 2022 ainsi que par la nouvelle charte lui succédant en octobre 2022,. 

## Composition

### Première assemblée
Jusqu'au coup d'État de septembre 2022, l'ALT est composée de 71 députés désignés comme suit,:
- 21 députés par le président de transition ;
- 16 députés par les forces de défense et de sécurité ;
- 13 députés par les forces vives des régions ;
- 13 députés par les organisations de la société civile ;
- 8 par les partis et mouvements politiques.

L'ALT est dirigée par un président élus par ses pairs lors de la session inaugurale de l'assemblée.

### Seconde assemblée
Depuis la restauration de l'ALT, en novembre 2022, elle est composée  de 71 députés avec une désignation légèrement modifiée comme suit,:
- 20 députés par le président de transition ;
- 16 députés par les forces de défense et de sécurité ;
- 13 députés par les forces vives des régions non-affiliées à un parti politique ;
- 12 par les partis et mouvements politiques ;
- 10 députés par les organisations de la société civile.

### Conditions d'éligibilité
Les dispositions des conditions d'éligibilité ne changent pas entre la première charte de mars et la deuxième d'octobre 2022. 
Pour être éligible il faut être de nationalité burkinabé, avoir la majorité civile — soit 18 ans —, jouir de ses droits civiques et politiques ainsi que de n'avoir jamais été condamné pour un crime ou délit touchant à l'honneur ou la probité. Il est également disposé qu'il faut être une personne intègre, impartiale et de bonne moralité,.

### Charte de la transition d'octobre 2022
- Burkina Faso. « Charte de la transition d'octobre 2022 » [lire en ligne]

1. ↑  Article 11
2. ↑  Article 14
3. ↑  Article 12

### Charte de la transition de mars 2022
- Burkina Faso. « Charte de la transition de mars 2022 » [lire en ligne]

1. ↑  Article 21
2. ↑  Article 24
3. ↑  Article 26
4. ↑  Article 22

### Autres références
1. ↑  Le Monde et AFP, « Au Burkina Faso, la période de transition fixée à trois ans avant des élections », sur lemonde.fr, Le Monde, 1er mars 2022 (consulté le 21 août 2022)
2. 1 2  Lassaad Ben Ahmed, « Burkina Faso : Aboubacar Toguyeni élu président du Parlement de la Transition », sur aa.com.tr, Agence Anadolu, 22 mars 2022 (consulté le 21 août 2022)
3. ↑  Agence France-Presse, « Burkina : l'assemblée législative de la transition entre en fonction », sur voaafrique.com, Voice of America, 22 mars 2022 (consulté le 21 août 2022)
4. ↑  Rédaction, « Burkina Faso : coup d’Etat confirmé, Ibrahim Traoré désigné nouveau président de la transition », sur afrique.latribune.fr, La Tribune, 29 septembre 2022 (consulté le 1er octobre 2022)
5. ↑  Charles Bako, « 21 mois de transition militaire au Burkina Faso », sur dw.com, Deutsche Welle, 17 octobre 2022 (consulté le 18 février 2023)
6. ↑  Rédaction, « Burkina Faso : l’Assemblée législative de transition élit son nouveau président », sur rfi.fr, Radio France internationale, 12 novembre 2022 (consulté le 18 février 2023)
7. ↑  Union interparlementaire, « Burkina Faso : Assemblée législative de la transition – Élections », sur data.ipu.org (consulté le 12 août 2022)
8. ↑  Union interparlementaire, « Burkina Faso : Assemblée législative de la transition – Élections », sur data.ipu.org (consulté le 12 août 2022)